# Pucaraia
Pucaraia är ett släkte av fjärilar. Pucaraia ingår i familjen mätare.
Kladogram enligt Catalogue of Life:
| Pucaraia | \| \| Pucaraia igguierdoi \| \| \| \| \| \| Pucaraia izquierdii \| \| \| \| \| \| Pucaraia lizeri \| \| \| \| |
|          | \| \| Pucaraia igguierdoi \| \| \| \| \| \| Pucaraia izquierdii \| \| \| \| \| \| Pucaraia lizeri \| \| \| \| |
|          | Pucaraia igguierdoi                                                                                           |
|          | |
|          | Pucaraia izquierdii                                                                                           |
|          | |
|          | Pucaraia lizeri                                                                                               |
|          | |